# Christoph Hainz

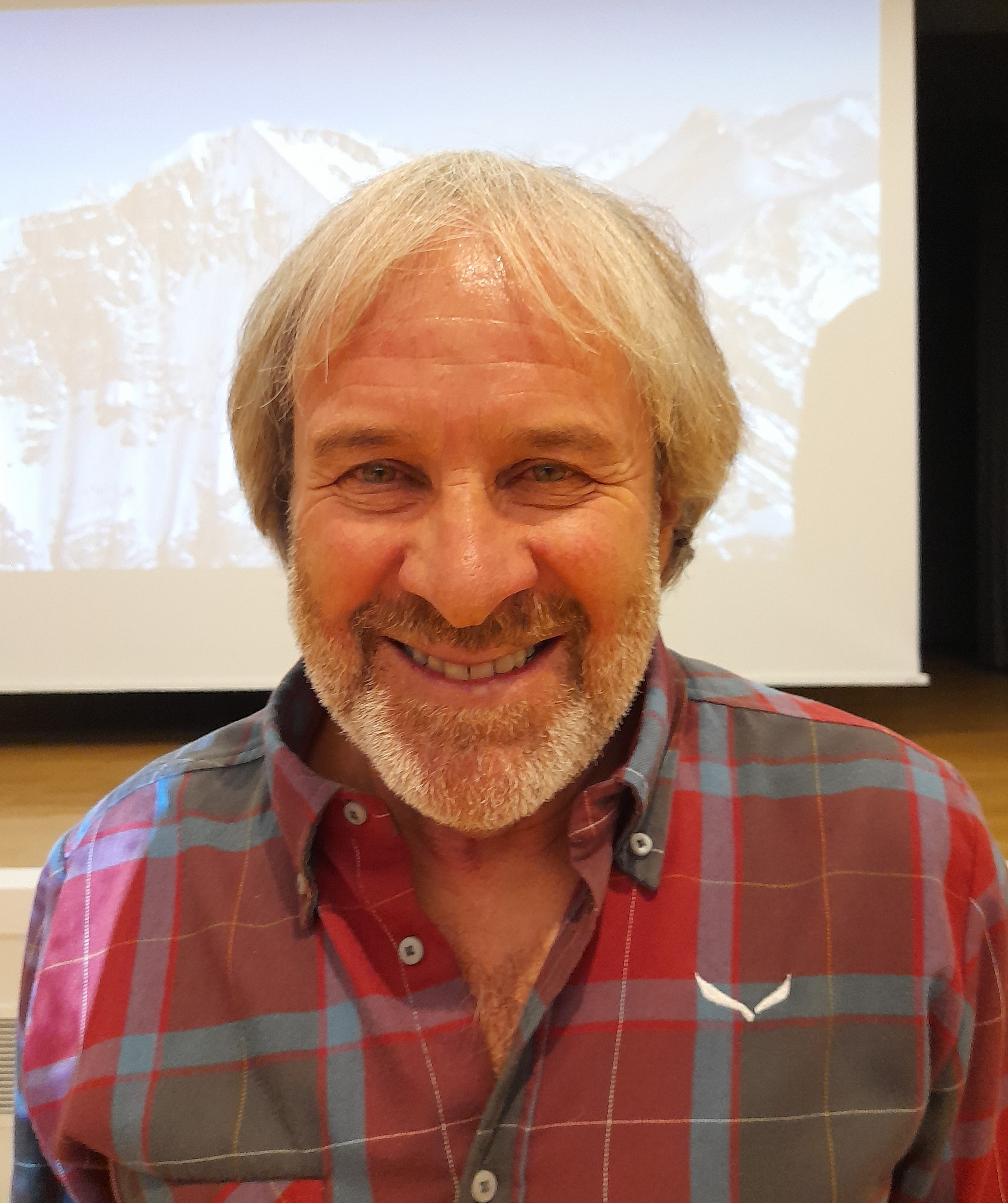
Christoph Hainz (2024)

Christoph Hainz (* 23. Juli 1962 in Mühlwald, Südtirol) ist ein italienischer Extrembergsteiger.

## Leben
Christoph Hainz verbrachte seine Kindheit auf einem etwa 1500 m hoch gelegenen Bauernhof. Nach der Schulzeit machte er eine Kfz-Mechaniker-Lehre und arbeitete acht Jahre in diesem Beruf. Er ist seit 1990 staatlich geprüfter Berg- und Skiführer, seit 1998 im Ausbildungsteam der Südtiroler Berg- und Skiführer und seit 1999 Sportkletter- und Canyoning-Lehrer. Er lebte von 1995 bis 2011 mit seiner damaligen Frau Claudia in Reischach, Südtirol. Er hat einen Sohn und eine Tochter. Jonas Hainz, sein Sohn, verunglückte am 29. Oktober 2022 beim Klettern tödlich. Seit 2011 lebt er in Nasen, ebenfalls Südtirol.
Obwohl er sich erst mit 20 Jahren ernsthaft für die Berge zu interessieren begann, führte Christoph Hainz bisher über 2500 Bergtouren durch, kletterte im Fels bis 8b+, im Eis bis WI7- und machte Mixed-Klettereien bis M17.  Mit 46 kletterte er noch Mixed-Routen bis zum Grad M13.

## Alpinistische Karriere
An seinen Hausbergen, den Drei Zinnen, machte er neun Erstbegehungen und wiederholte zahlreiche Extremklassiker (Comici, Cassin, Hasse-Brandler, Sachsenweg, Alpenrose, Pellesier, Schweizer Weg, Baur-Dach, Scoiattoli-Kante). In den Dolomiten gelangen ihm rund 80 Erstbegehungen im Fels und Eis wie zum Beispiel an der Cima Scotoni, dem Monte Civetta, dem Heiligkreuzkofel, der Marmolada und der Rotwand. Als Sportkletterer war er zum Fun-Klettern wie er es nannte in zahlreichen Ländern unterwegs wie zum Beispiel Australien, USA, Südamerika, Kanada, der Schweiz, Frankreich, Spanien, Italien, Jordanien, Marokko, Südafrika, Österreich, Kroatien und Slowenien.
Die Eiger-Nordwand durchstieg er solo in 4:50 h. An der Großen Zinne kletterte er die Comici Route 2014 Free Solo in 48 Minuten und den Sachsenweg wiederholte er solo im Winter 1997 in acht Stunden. Zusammen mit dem Schweizer Bergführer Roger Schäli eröffnete er im Oktober 2007 in der Eiger-Nordwand die Route Magic Mushroom, die 21 Seillängen lang ist (etwa 600 Klettermeter) und Schwierigkeiten bis 7c aufweist.
Zu seinen besonderen Leistungen zählen die bis heute schnellste Solo-Begehung des Fitz Roy in Patagonien 1994 in 9 h vom Basislager Rio Blanco über die Route Franco Argentina zum Gipfel sowie die Erstbegehung des Shivling-Nordpfeilers in Indien, die ihm 1993 zusammen mit Hans Kammerlander gelang. Seine 2016 am Ortler in 1:55 h durchgeführte Free-Solo Erstbegehung des Golden Pillar of Ortler wurde von Servus TV gefilmt.
Er gewann siebenmal in Folge den Nationalen und Internationalen Sportkletter-Cup der Berg- und Skiführer (1994 – 2000, sechs mal in Arco und ein mal in München). Er nahm darüber hinaus sehr erfolgreich an sieben weiteren Sportkletterwettbewerben und vier Eiskletterwettbewerben teil.

## Alpinistische Erfolge
Im Folgenden sind eigene „Highlights“ aus Christoph Hainzs alpinistischer Karriere aufgelistet:
- Erstbegehung Zauberlehrling IX, Cima Scotoni (1991)
- Erste Wiederholung Claudio-Barbier-Gedächtniswege IX-, Große Zinne (1991)
- Erstbegehung Kein Rest von Sehnsucht VIII-, Punta Tissi am Monte Civetta (1991)
- On-sight Begehung Weg durch den Fisch IX-/IX, Marmolada (1992)
- Solo-Begehung Via Franco-Argentina VIII/A2, Fitz Roy (1994)
- Erstbegehung Friedl Mutschlechner und Carlo Grossrubatscher-Gedächtnisweg IX-, Heiligkreuzkofel (1994)
- Erstbegehung Das Phantom der Zinne IX+, Große Zinne (1996)
- Erstbegehung Südtiroler Profil IX, Ulumertorsuaq (1996)
- Erstbegehung Alpenliebe IX, Westliche Zinne (1998)
- Erstbegehung Rondo Venziano IX-, Torre Venezia (2001)
- Erstbegehung Donnafugata 7a/A2, Torre Trieste (2004)

## Auszeichnungen
- Für seine gemeinsam mit Roger Schäli 2004 am Torre Trieste eröffnete Route Donnafugata (8+, A2) wurde Hainz mit dem Preis der Stiftung Silla Ghedina Apollonio Menardi ausgezeichnet. Die Jury begründete ihr Urteil folgendermaßen: „Mit der Route Donnafugata am Torre Trieste ist den Erstbegehern eine direkte, autonome Linie von hoher Schwierigkeit am eleganten, 700 Meter hohen Turm gelungen“.[1]
- 1999 wurde Christoph Hainz bei dem Alpinisten-Treffen Meeting della Montagna zum italienischen Bergsteiger des Jahres 1999 ausgezeichnet. Das Treffen findet im Zwei-Jahres-Rhythmus in Lecco statt.[1]

## Buchpublikation
- Christoph Hainz: Ausstieg in die Senkrechte, BLV-Verlag, München, 2005, ISBN 3-405-16988-7.
- Christoph Hainz, Jochen Hemmleb: Nur der Berg ist mein Boss. Das Leben des Südtiroler Extremkletterers und Bergführers, Tyrolia-Verlag, Innsbruck, 2019, ISBN 978-3-7022-3753-0.
- Christoph Hainz, Jochen Hemmleb: Berg steil. Meine Erstbegehungen zum Nachklettern. RAETIA -Verlag, Bozen 2022, ISBN 978-88-7283-843-3